# Sphaerotheca dobsonii
Sphaerotheca dobsonii is een kikkersoort uit het geslacht Sphaerotheca in de familie van de Dicroglossidae.
De wetenschappelijke naam werd voor het eerst geldig gepubliceerd in 1882 door George Albert Boulenger als Rana dobsonii. De soort is genoemd naar George Edward Dobson.
De kikker komt voor in delen van Azië en leeft endemisch in India. De kikker is aangetroffen in de staten Karnataka, Tamil Nadu, Andhra Pradesh en Odisha. De typelocatie is Mangalore in Karnataka aan de westkust van India.